# Emil Maurice
Emil Maurice (sinh ngày 19 tháng 1 năm 1897 tại Westermoor – mất ngày 6 tháng 2 năm 1972 ở Munich) là một trong những thành viên quan trọng và sáng lập Đảng Công nhân Đức Quốc gia Xã hội chủ nghĩa (Đảng Quốc Xã) và là một đội viên tiên phong của đội Schutzstaffel (SS). Ông là tài xế riêng đầu tiên của Adolf Hitler, sau được thay bởi Julius Schreck và Erich Kempka. Ông cũng là một trong số ít người gốc Do Thái Đức phục vụ trong một vị trí quan trọng của đội SS và nhà nước Đức Quốc Xã.. Trước khi trở thành 1 thành viên của đảng Quốc xã, Maurice từng là một người buôn đồng hồ, sau trở thành bạn thân của Hitler khi cả hai đều ở trong Đảng Công nhân Đức năm 1919.. Năm 1920, Maurice trở thành Oberster SA-Führer (lãnh đạo cao nhất) của đội quân bán quân sự Áo nâu Sturmabteilung (SA).
Schutzstaffel (SS) được thành lập chính thức vào ngày 9 tháng 11 năm 1925, với Adolf Hitler là thành viên thứ nhất (#1) và Emil Maurice là thành viên số 2 (#2). Năm 1928 Hitler chuyển Maurice sang vị trí cố vấn cá nhân, nhưng vẫn là thành viên của SS.
Sau khi Himmler trở thành Thống chế SS, Emil Maurice đã thất vọng về các quy tắc thuần chủng tộc của Himmler cho các sĩ quan SS khi ông phải nộp chi tiết về lịch sử gia đình trước khi anh ta được phép kết hôn vào năm 1935. Himmler nói: "...không cần hỏi cũng biết... Maurice, truy theo tổ tiên của anh ta, không phải là người Aryan". Tất cả các sĩ quan SS phải chứng minh sự thuần khiết chủng tộc ít nhất là từ năm 1750, và hóa ra là Maurice có tổ tiên là người Do Thái: Charles Maurice Schwartzenberger (1805-1896), người xây dựng Nhà hát Thalia ở Hamburg, là ông cố của Maurice. Tuy nhiên, vì Maurice đã ở trong đảng từ tận năm 1919, cho nên khi Himmler xem Maurice là một vấn đề nguy hiểm liên quan tới chủng tộc và cần được trục xuất khỏi SS cùng với nhửng người trong dòng họ của Maurice, lúc này lãnh tụ Hitler đã viết một lá thư mật vào ngày 31 tháng 8 năm 1935 yêu cầu nên cho phép Maurice và anh em của ông ở lại đội SS. Maurice và những người anh em của ông được thưởng huân chương Người Aryan danh dự. Hermann Göring, người thành lập cục tình báo Quốc Xã (Gespato), Thống chế Luftwaffe, bạn thân của Maurice đã từng tuyên bố một câu nổi tiếng: Tôi đã quyết định ai là người Đức, và ai là người Do Thái! Maurice cưới bác sĩ Hedwig Maria Anna Ploetz tháng 11 năm 1935. Năm 1936, Maurice trở thành an ninh trưởng của Reichtag và từ năm 1937 là người đứng đầu Cục thương mại tại Munich. Từ năm 1940 đến năm 1942, ông là một sĩ quan Luftwaffe.
Sau chiến tranh, năm 1948 Emil Maurice bị tuyên án 4 năm lao động cải tạo và bị tịch thu 30% tài sản. Vì là một thành viên sáng lập của đảng Quốc Xã và Đội SS, Maurice bị tước hết lương hưu và chức tước. Ông mất ngày 6 tháng 2 năm 1972 tại Munich, tây Đức.

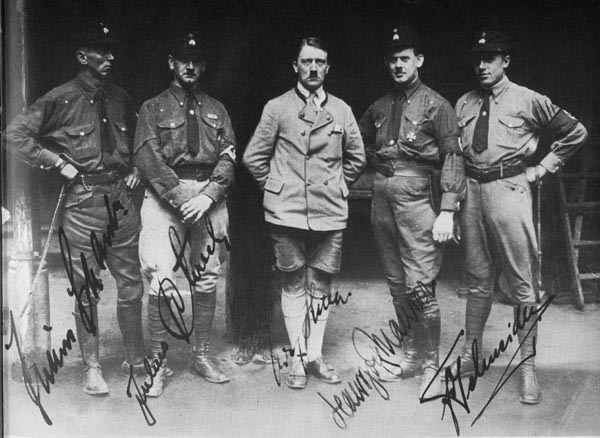
Những vệ sĩ, đảng viên thời đầu của Hitler và đảng Quốc xã: trái sang phải: Julius Schaub; Julius Schreck; Adolf Hitler; Hans Georg Maurer; Gerhard Schneider

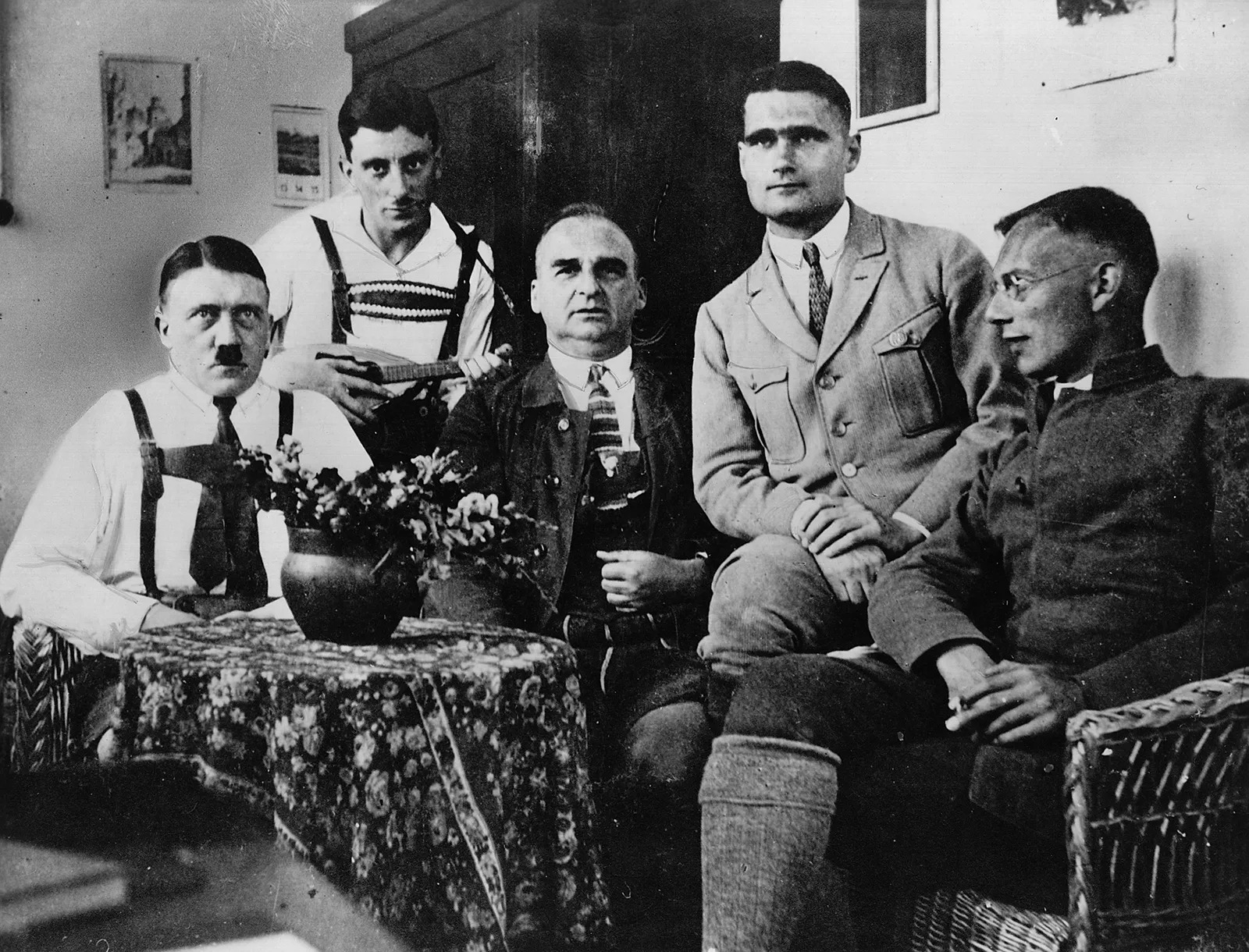
Hitler, Maurice, Kriebel, Hess, Friedrich Weber đang ở trong nhà tù Landsberg, năm 1924

## Huân chương
- Coburg Badge, October 1932[3]
- Golden Party Badge, 1933[3]
- Blood Order #495, 1933[3]
- SS-Ehrenring, 1933[3]
- SS-Ehrendegen, 1933[3]
- Honour Chevron for the Old Guard, February 1934[3]
- SS Ehrendolch (SS honor dagger)[3]
- War Merit Cross without swords[3]
- Nazi Party Long Service Award in Bronze, Silver and Gold[3]